# Meridià 119 a l'est
El meridià 119 a l'est de Greenwich és una línia de longitud que s'estén des del pol Nord travessant l'oceà Àrtic, Àsia, l'oceà Índic, l'oceà Antàrtic, Austràlia i l'Antàrtida fins al pol Sud.
El meridià 119 a l'est forma un cercle màxim amb el meridià 61 a l'oest. Com tots els altres meridians, la seva longitud correspon a una semicircumferència terrestre, uns 20.003,932 km. Al nivell de l'Equador, és a una distància del meridià de Greenwich de 13.247 km.

## De Pol a Pol
Començant en el pol Nord i dirigint-se cap al pol Sud, aquest meridià travessa:
| Coordenades                               | País, territori o mar        | Notes |
| ----------------------------------------- | ---------------------------- | --- |
| 90° 0′ N, 119° 0′ E / 90.000°N,119.000°E  | Oceà Àrtic                   | |
| 78° 29′ N, 119° 0′ E / 78.483°N,119.000°E | Mar de Làptev                | |
| 73° 7′ N, 119° 0′ E / 73.117°N,119.000°E  | Rússia                       | Sakhà óblast d'Irkutsk — des de 58° 33′ N, 119° 0′ E / 58.550°N,119.000°E Krai de Zabaikàlie — des de 58° 14′ N, 119° 0′ E / 58.233°N,119.000°E |
| 49° 59′ N, 119° 0′ E / 49.983°N,119.000°E | República Popular de la Xina | Mongòlia Interior |
| 47° 44′ N, 119° 0′ E / 47.733°N,119.000°E | Mongòlia                     | |
| 46° 47′ N, 119° 0′ E / 46.783°N,119.000°E | República Popular de la Xina | Mongòlia Interior Hebei – des de 41° 15′ N, 119° 0′ E / 41.250°N,119.000°E Liaoning – des de 41° 3′ N, 119° 0′ E / 41.050°N,119.000°E Hebei – des de 40° 38′ N, 119° 0′ E / 40.633°N,119.000°E |
| 39° 12′ N, 119° 0′ E / 39.200°N,119.000°E | Mar de Bohai                 | |
| 37° 56′ N, 119° 0′ E / 37.933°N,119.000°E | República Popular de la Xina | Shandong |
| 37° 38′ N, 119° 0′ E / 37.633°N,119.000°E | Mar de Bohai                 | Badia de Laizhou |
| 37° 17′ N, 119° 0′ E / 37.283°N,119.000°E | República Popular de la Xina | Shandong Jiangsu – des de 35° 2′ N, 119° 0′ E / 35.033°N,119.000°E Anhui – des de 32° 56′ N, 119° 0′ E / 32.933°N,119.000°E Jiangsu – des de 32° 33′ N, 119° 0′ E / 32.550°N,119.000°E Anhui – des de 31° 14′ N, 119° 0′ E / 31.233°N,119.000°E Zhejiang – des de 30° 18′ N, 119° 0′ E / 30.300°N,119.000°E Fujian – des de 27° 26′ N, 119° 0′ E / 27.433°N,119.000°E |
| 24° 56′ N, 119° 0′ E / 24.933°N,119.000°E | Mar de la Xina Meridional    | |
| 10° 27′ N, 119° 0′ E / 10.450°N,119.000°E | Filipines                    | Illa de Palawan |
| 10° 0′ N, 119° 0′ E / 10.000°N,119.000°E  | Mar de Sulu                  | |
| 5° 25′ N, 119° 0′ E / 5.417°N,119.000°E   | Malàisia                     | Sabah – Illa de Borneo |
| 5° 3′ N, 119° 0′ E / 5.050°N,119.000°E    | Mar de Cèlebes               | Passa a l'est de Cap Mangkalihat, Borneo, Indonèsia (a 1° 1′ N, 118° 59′ E / 1.017°N,118.983°E) |
| 1° 1′ N, 119° 0′ E / 1.017°N,119.000°E    | Estret de Macassar           | |
| 2° 37′ S, 119° 0′ E / 2.617°S,119.000°E   | Indonèsia                    | Illa de Sulawesi |
| 3° 32′ S, 119° 0′ E / 3.533°S,119.000°E   | Estret de Macassar           | |
| 5° 24′ S, 119° 0′ E / 5.400°S,119.000°E   | Mar de Java                  | |
| 6° 20′ S, 119° 0′ E / 6.333°S,119.000°E   | Mar de Flores                | Passa per nombroses petites illes d' Indonèsia (a 6° 50′ S, 119° 0′ E / 6.833°S,119.000°E) · Passa a l'oest de l'illa de Sangeang, Indonèsia (a 8° 12′ S, 119° 0′ E / 8.200°S,119.000°E) |
| 8° 24′ S, 119° 0′ E / 8.400°S,119.000°E   | Indonèsia                    | Illa de Sumbawa |
| 8° 45′ S, 119° 0′ E / 8.750°S,119.000°E   | Estret de Sumba              | |
| 9° 27′ S, 119° 0′ E / 9.450°S,119.000°E   | Indonèsia                    | Illa de Sumba |
| 9° 38′ S, 119° 0′ E / 9.633°S,119.000°E   | Oceà Índic                   | |
| 20° 2′ S, 119° 0′ E / 20.033°S,119.000°E  | Austràlia                    | Austràlia Occidental |
| 34° 27′ S, 119° 0′ E / 34.450°S,119.000°E | Oceà Índic                   | Les autoritats australianes consideren això com a part de l'oceà Antàrtic[3][4] |
| 60° 0′ S, 119° 0′ E / 60.000°S,119.000°E  | Oceà Antàrtic                | |
| 66° 55′ S, 119° 0′ E / 66.917°S,119.000°E | Antàrtida                    | Territori Antàrtic Australià, reclamat per Austràlia |